# سیارک ۲۲۹۹۹
سیارک ۲۲۹۹۹ (به انگلیسی: 22999 Irizarry، نامگذاری:1999VS81) بیست و دو هزار و نهصد و نود و نهمین سیارک کشف شده‌است که در ۵ نوامبر ۱۹۹۹ کشف شد.
قدر مطلق سیارک برابر ۱۵.۵ است.